# Convent van Kerken

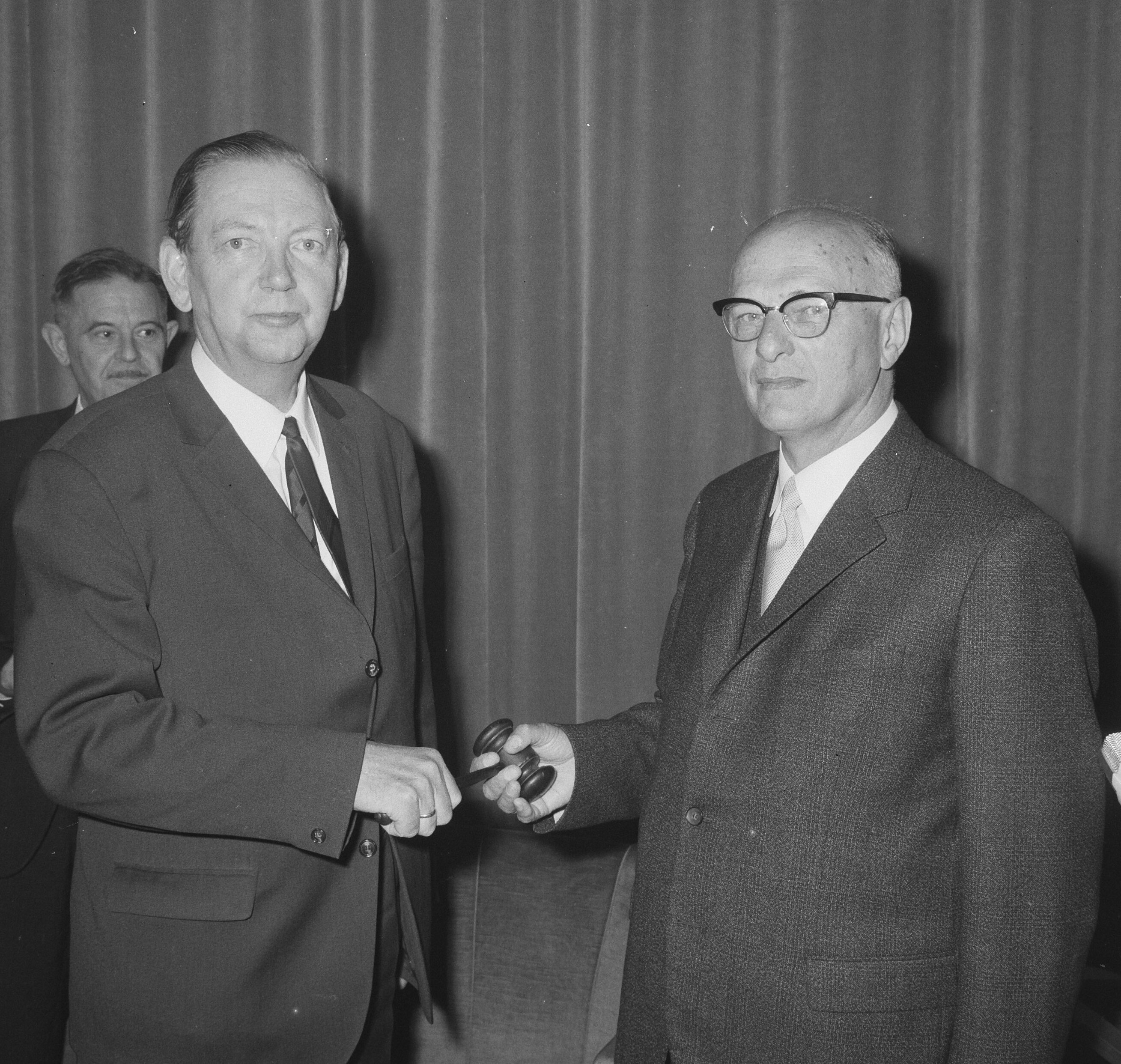
De eerste directeur van het Convent van Kerken J. Ozinga (links) in 1966 bij zijn installatie als nieuwe voorzitter van de NCRV krijgt de voorzittershamer van vicevoorzitter G.P. van Itterzon (rechts).

Het Convent van Kerken (CvK) was een Nederlandse publieke omroep die bestond tussen 1957 en 1976.

## Achtergrond
De omroep verzorgde de uitzendingen van protestantse kerkverbanden die zich in 1946 niet bij het IKOR hadden aangesloten maar hun uitzendingen via de NCRV deden. In 1964 werd de zendtijd uitgebreid en ging het convent zelf de producties verzorgen.
Per 1976 ging het Convent van Kerken samen met het IKOR verder als Interkerkelijke Omroep Nederland (IKON), met uitzondering van drie verbanden binnen het convent die enkel technisch de uitzendingen door IKON lieten verzorgen. Die werden op verzoek van IKON vanaf maart 1976 als Zendtijd voor Kerken (ZvK) aangeduid.

## Directeuren
- mr. dr. J. Ozinga (1957-1966)
- ds. C. van Rij (1966-1969)
- prof. dr. G.N. Lammens (1969-1976)